# 硫酸クロム(III)
硫酸クロム(III)(chromium(III)sulfate)は、組成式がCr2(SO4)3の無機化合物である。紫色の固体で、[Cr(H2O)6]3+イオンの水和硫酸塩で構成される。硫酸クロム(III)は皮革のなめしに広く使われている。

## 性質
十八水和物を加熱すると一部が脱水し、緑色の十五水和物になり、最終的には無水和物となる。

## 合成
古典的にはクロム塩と二酸化硫黄との反応で合成するが、他の方法も存在する。含水条件で酸化クロム(III)と硫酸とを反応させると生成する。
{\displaystyle {\ce {Cr2O3\ + 3H2SO4 -> Cr2(SO4)3\ + 3H2O}}}

## 安全性
刺激性があるため取り扱うときは保護具が必要。